# Irene Stahl
Irene Stahl (* 6. August 1952 in Fürth; † 11. Dezember 2000) war eine deutsche Bibliothekarin und Handschriftenbearbeiterin.

## Leben und Wirken
Irene Stahl studierte Germanistik, Geschichte und Sozialkunde an der Universität Erlangen-Nürnberg und promovierte dort 1981 (1982). Nach ihrer wissenschaftlichen Tätigkeit in Erlangen am dortigen Zentralinstitut für Fränkische Landeskunde und an der Universität Münster (Sonderforschungsbereich 164 „Vergleichende geschichtliche Städteforschung“) war sie seit 1991 bis zu ihrem frühen Tod an der Herzog-August-Bibliothek Wolfenbüttel beschäftigt und beschäftigte sich dort mit der Erschließung von mittelalterlichen Handschriften im norddeutschen Raum. Sie veröffentlichte außerdem mehrere wissenschaftliche Arbeiten zur Regionalgeschichte.

## Schriften
- Die Meistersinger von Nürnberg. Archivalische Studien (= Nürnberger Werkstücke zur Stadt- und Landesgeschichte, Bd. 33). Stadtarchiv Nürnberg 1982 (Dissertation Universität Erlangen-Nürnberg), ISBN 3-87432-080-4.
- (Hrsg.): Die Nürnberger Ratsverlässe. Bd. 1: 1449–1450 (= Schriften des Zentralinstituts für Fränkische Landeskunde und Regionalforschung an der Universität Erlangen-Nürnberg, Bd. 23,1). Degener, Neustadt/Aisch 1983, ISBN 3-7686-4105-8.
- Lüneburger Ratslinie 1290–1605. In: Niedersächsisches Jahrbuch für Landesgeschichte, Bd. 59 (1987), S. 139–187.
- Der Studienfonds Konrad Abbenborchs des Älteren (1441). Eine exemplarische Studie über universitäre Bildung in der städtischen Oberschicht. In: Jahrbuch der Gesellschaft für Niedersächsische Kirchengeschichte, Bd. 87 (1989), S. 35–49.
- Verwaltung, Politik und Diplomatie. Der Lüneburger Rat am Ausgang des Mittelalters. In: Niedersächsisches Jahrbuch für Landesgeschichte, Bd. 61 (1989), S. 159–179.
- (Hrsg.): Jörg Schechner. Täufer – Meistersinger – Schwärmer; ein Handwerkerleben im Jahrhundert der Reformation (= Würzburger Beiträge zur deutschen Philologie, Bd. 5). Königshausen und Neumann, Würzburg 1991, ISBN 3-88479-563-5.
- Die Überlieferung Osnabrücker Autoren in der Frensweger Klosterbibliothek. In: Osnabrücker Mitteilungen, Bd. 96 (1991), S. 27–43.
- (Bearb.): Handschriften in Nordwestniedersachsen. Aurich – Emden – Oldenburg (= Mittelalterliche Handschriften in Niedersachsen, Kurzkatalog, Bd. 3). Harrassowitz, Wiesbaden 1993, ISBN 3-447-03457-2.
- Die Rekonstruktion der Klosterbibliothek Frenswegen. In: Jahrbuch des Zentrums für Niederlande-Studien, Bd. 3 (1993), S. 9–26.
- Die Handschriften der Klosterbibliothek Frenswegen. Harrassowitz, Wiesbaden 1994, ISBN 3-447-03493-9.
- Hans Sachs (1494–1576). Eine biographische Skizze. In: Dieter Merzbacher: 500 Jahre Hans Sachs (= Ausstellungskataloge der Herzog-August-Bibliothek, Bd. 72). Harrassowitz, Wiesbaden 1994, S. 25–32, ISBN 3-447-03627-3.
- (Hrsg.): Franzjosef Pensel / Verzeichnis der deutschen mittelalterlichen Handschriften der Universitätsbibliothek Leipzig (= Verzeichnisse altdeutscher Handschriften in der Deutschen Demokratischen Republik, Bd. 3). Akademie-Verlag, Berlin 1998, ISBN 3-05-002072-5.
- (Hrsg.): Mittelalterliche Handschriften aus der Staats- und Universitätsbibliothek Bremen. [Ausstellung in der Herzog August Bibliothek Wolfenbüttel vom 7. November 2000 bis 31. Januar 2001] (= Ausstellungskataloge der Herzog-August-Bibliothek, Bd. 78). Harrassowitz, Wiesbaden 2000, ISBN 3-447-04354-7.
- Nürnberger Handwerkerchroniken. In: Peter Johanek (Hrsg.): Städtische Geschichtsschreibung im Spätmittelalter und in der frühen Neuzeit (= Städteforschung, Reihe A, Bd. 47). Böhlau, Köln 2000, S. 205–214, ISBN 3-412-11496-0.
- (Bearb.): Mittelalterliche Handschriften im Stadtarchiv Hildesheim (= Mittelalterliche Handschriften in Niedersachsen, Kurzkatalog, Bd. 4). Harrassowitz, Wiesbaden 2001, ISBN 3-447-04323-7.
- (Bearb.): Katalog der mittelalterlichen Handschriften der Staats- und Universitätsbibliothek Bremen (= Die Handschriften der Staats- und Universitätsbibliothek Bremen, Bd. 1). Harrassowitz, Wiesbaden 2004, ISBN 3-447-04798-4.